# Moluscos no marinos de Venezuela

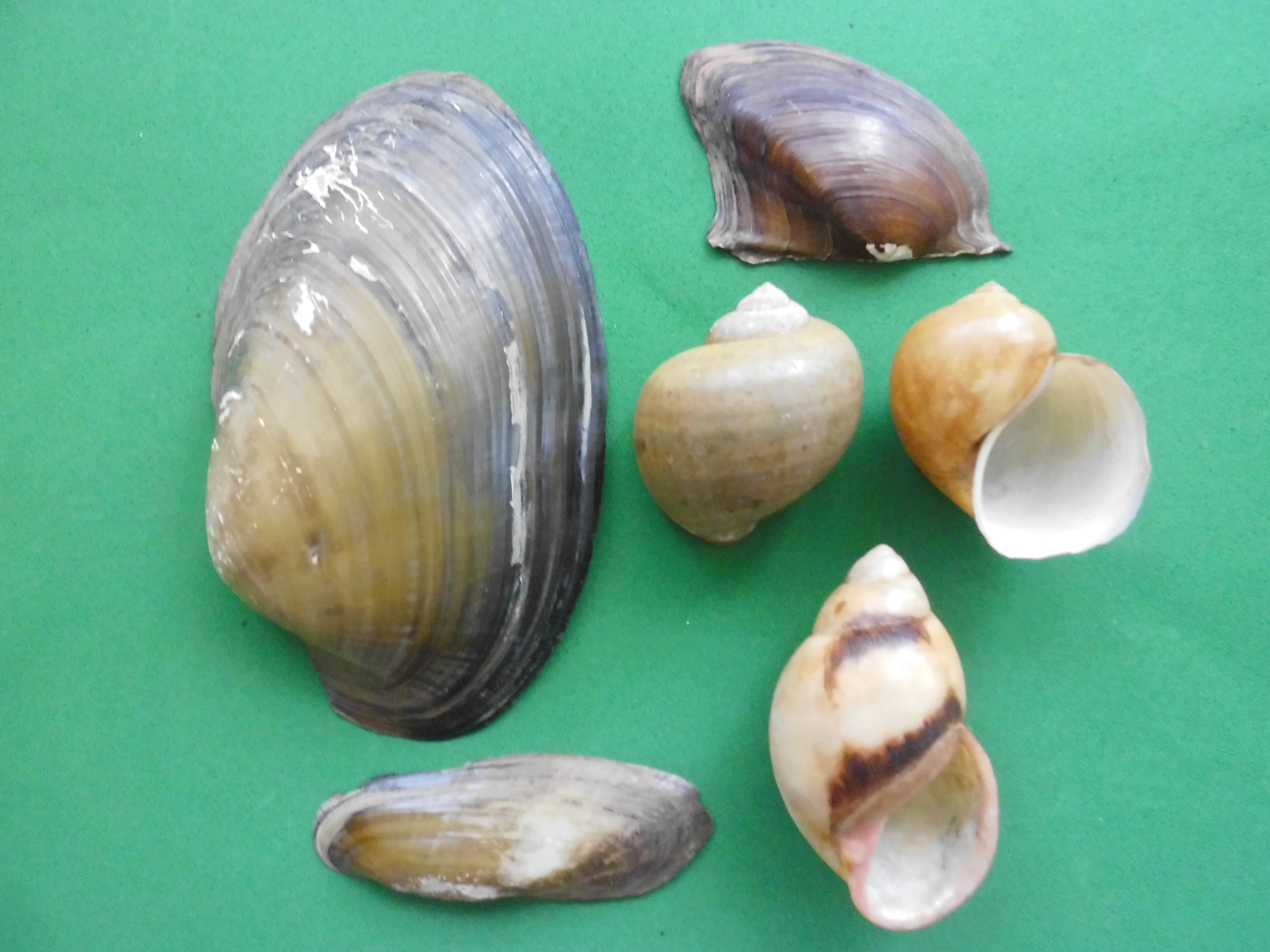
Moluscos no marinos de Venezuela

Por  moluscos no marinos de Venezuela  se entiende la parte de la malacofauna de Venezuela que habitan en agua dulce y en el medio terrestre y está constituida por caracoles, almejas y mejillones que viven en hábitats de agua dulce, y los caracoles y babosas que viven en la tierra.

## Antecedentes históricos

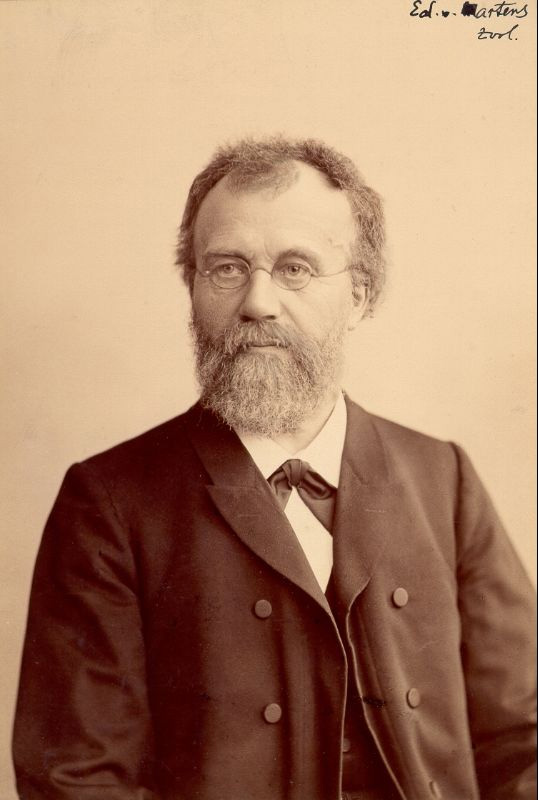
E. von Martens quien realizó el primer listado de malacofauna venezolana en 1873

Los estudios sobre el conocimiento de la malacofauna venezolana se inician en el siglo XIX con los trabajos del malacólogo alemán Eduard Carl von Martens quien hacia 1873 publicó el primer listado de moluscos de Venezuela. Tres años más tarde el germano-venezolano Adolfo Ernst, tomando como punto de partida el listado de Martens y ampliándolo, publicó un segundo listado en 1876. Posteriormente a estos dos pioneros trabajos del siglo XIX solo se publicaron esporádicas descripciones de especies venezolanas en publicaciones extranjeras. Pasó aproximadamente medio siglo hasta ser publicados nuevos listados sobre la malacofauna venezolana, en esta ocasión por el estadounidense H. B. Baker quien hacia mediados de los años 20 del siglo XX publicó una serie de estudios sobre la malacofauna no marina de Venezuela.
Posteriormente a los trabajos de Baker se comienzan a realizar mayor número de descripciones de especies venezolanas así como numerosos listados nacionales y regionales entre los que destacan los listados de:
Adolfo Lutz, quien en 1928 enumera y realiza observaciones sobre la malacofauna del Lago de Valencia y áreas cercanas; Richards H. G. & Hummelinck P. W. 1940 describiendo la malacofauna de la isla de Margarita; Arias en 1952 y 1953 en los que describe las faunas de las regiones de Baruta-El Hatillo y la región de Perijá; Thompson, quien en 1957 describe los moluscos del Parque nacional Henri Pittier y áreas aledañas; Martínez y Miranda en 1968 describen los moluscos pulmonados de Caracas y áreas aledañas;; Fernández en 1982 donde se describen las babosas y sitecueros de Venezuela; Martínez y colaboradores en 2004 donde se señala la fauna de bivalvos de agua dulce de Venezuela; Lasso y colaboradores en el 2009 donde se describe la fauna de la cuenca de la orinoquia venezolana.

## Diversidad

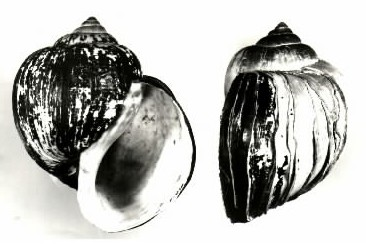
Pomacea urceus miembro de la familia Ampullariidae una de las de mayor diversidad

La malacofauna venezolana no marina está constituida por moluscos de las clases Gastropoda y Bivalvia, presentándose una mayor diversidad de especies en los gasterópodos.
En los gasterópodos de agua dulce las familias con mayor número de especies son Ampullariidae (35 spp.) y Planorbidae (15 spp.). En los gasterópodos terrestres destacan Ortalicidae (35 spp.) y Subulinidae (16 ssp.).
Entre los bivalvos las familias con mayor número de especies son Mycetopodidade (17 spp.) y Hyriidae (10 spp.).
En relación con las especies introducidas, el mayor número de especies se encuentra entre los moluscos terrestres, principalmente en las familias Subulinidae (6 spp.), Limacidae (4 spp.) y Helicidae (3 spp.).

## Distribución

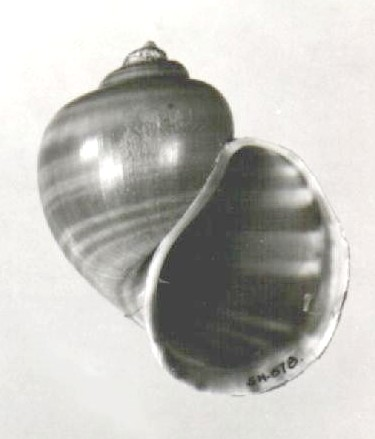
Pomacea dolioides

La malacofauna venezolana no marina se distribuye primordialmente a lo largo y ancho del todo el territorio venezolano, sin embargo el mayor número de especies y con mayor distribución se ha reportado para la cuenca del río Orinoco La gran mayoría de las especies suelen habitar en zonas de aguas tranquilas o caños de inundación de los ríos así como lagunas. Muchas de las especies suelen presentar distribuciones locales como es el caso de las babosas y siete cueros que suelen habitar primordialmente en las áreas de cultivo en el norte del país y la región andina, Sin embargo extienden especies de muy amplia distribución que se les puede localizar en todo el territorio nacional como son los casos de los moluscos anfibios de la familia Ampullariidae y dentro las que cabe mencionar a Marisa cornuarietis, Pomacea urceus (Guarura), Pomacea glauca, Pomacea dolioides. Entre los moluscos terrestres destaca el caso de Megalobulimus oblongus (Guacara)
En relación con las especies introducidas cabe destacar que algunas de ella se propagado por en medio ambiente natural ampliamente entre ellas destacan: Lissachatina fulica (Caracol gigante africano), Arion subfuscus, Subulina octona, Thira granifera y Melanoides tuberculata.

## Listado de moluscos no marinos de Venezuela

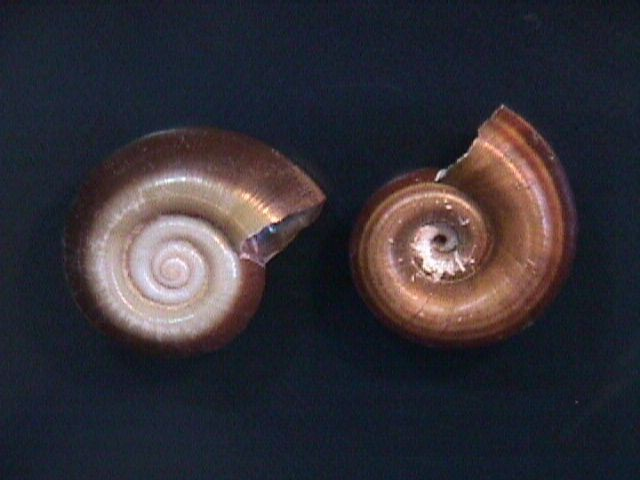
Two shells of Marisa cornuarietis

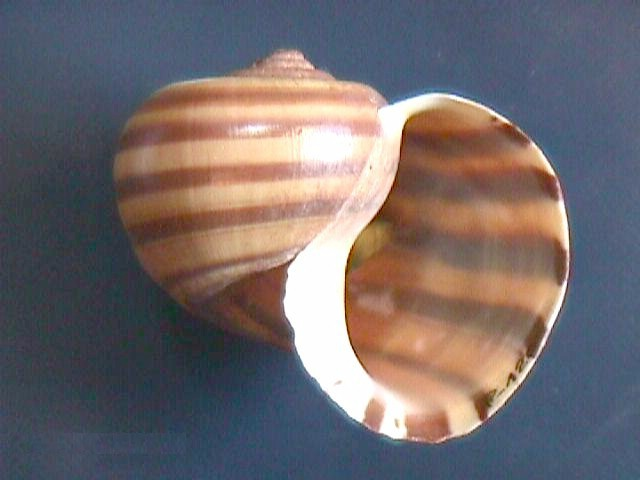
A shell of Pomacea glauca

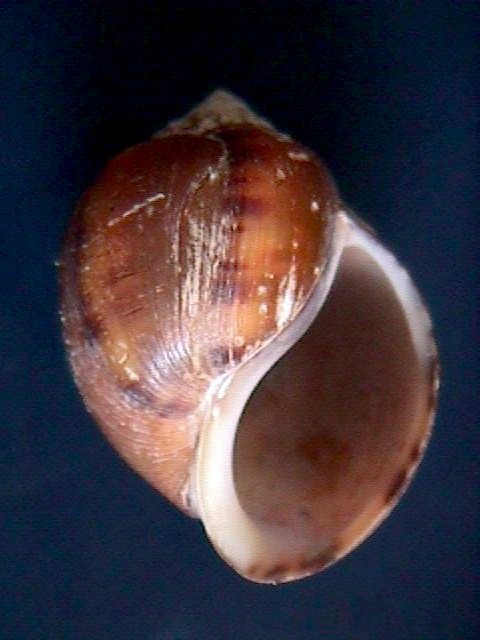
A shell of Pomacea interrupta

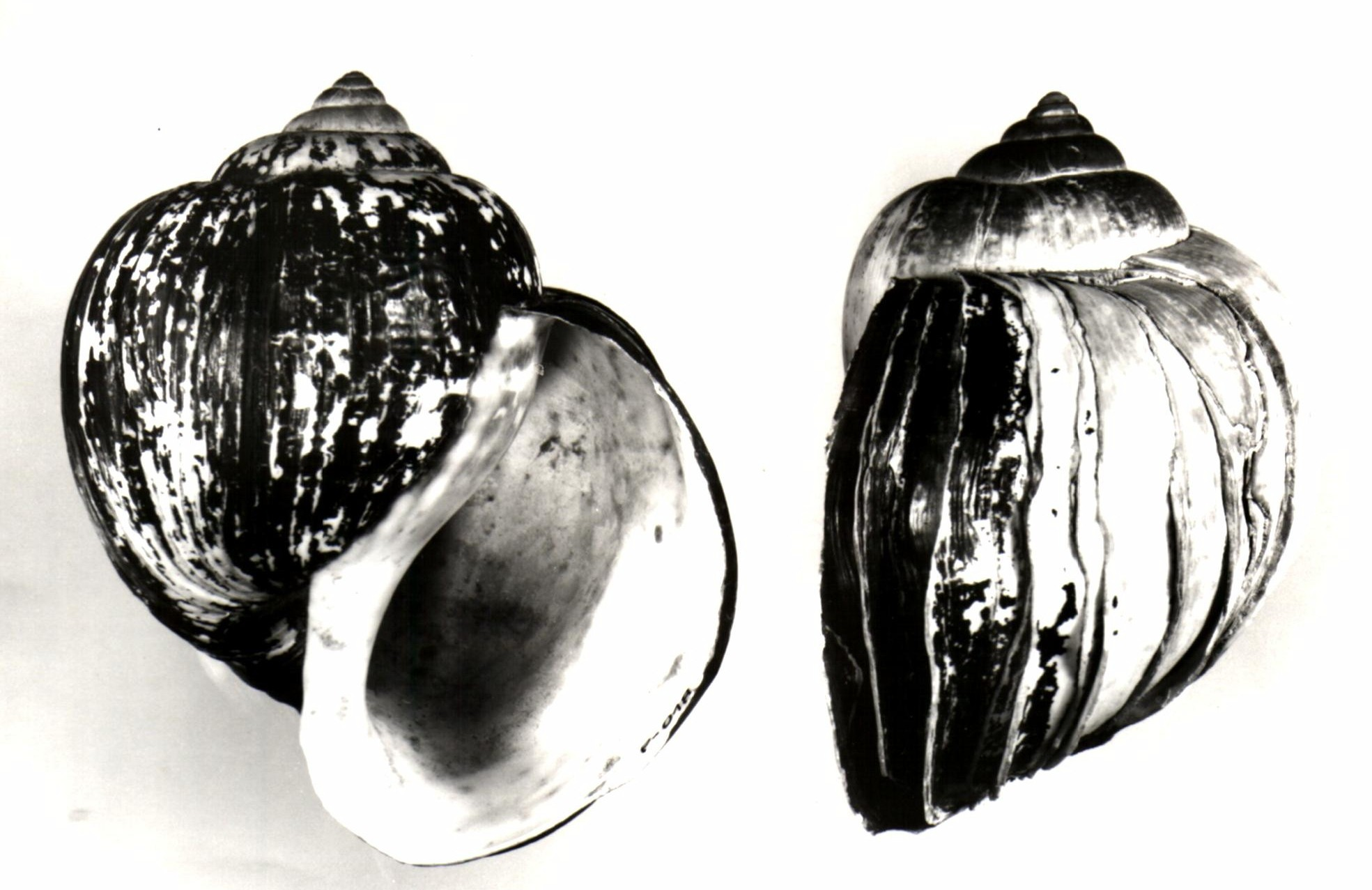
Two views of a shell of Pomacea urceus

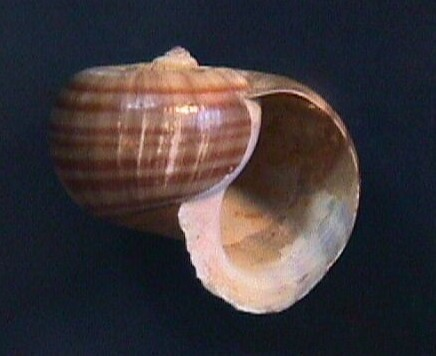
A shell of Pomacea glauca orinocensis

La lista de moluscos no marinos de Venezuela se compone de:
- Gastrópodos de aguadulce: 9 familias, 19 géneros, 82 especies.
- Gastrópodos terrestres: 26 familias, 58 géneros, 116 especies.
- Bivalvos de agua dulce: 5 familias, 11 géneros, 31 especies.

En total se listan 30 familias, 88 géneros, y 229 especies.

### Gastrópodos de agua dulce
Ampullariidae
- Asolene crassa (Swainson, 1823)[16][27]
- Marisa cornuarietis (Linnaeus, 1758)[8][16][27]
- Pomacea amazonica (Reeve, 1856)[16]
- Pomacea aurostoma (Lea, 1856)[8][16][27]
- Pomacea avellana (Sowerby, 1909)[8][16][27]
- Pomacea bridgesi Reeve, 1856) (Especie introducida)[18]
- Pomacea camena (Pain, 1956)[28][16][27]
- Pomacea canaliculata (Lamarck, 1819) (Especie introducida)[18]
- Pomacea chemnitzii (Philippi, 1887)[8]
- Pomacea cingulata (Philippi, 1851)[8][29]
- Pomacea crassa (Swainson, 1823)[16]
- Pomacea dolioides (Reeve, 1856)[23][16][27]
- Pomacea eximia (Dunker, 1853)[8][16][29][27]
- Pomacea falconensis Pain y Arias, 1958[30][16][27]
- Pomacea glauca (Linnaeus, 1758)[8][11][27][16]
- Pomacea glauca crocostoma (Philippi, 1852)[8][29]
- Pomacea glauca gevesensis (Deshayes, 1801)[8]
- Pomacea glauca luteostoma (Swainson, 1822)[8]
- Pomacea glauca orinocensis (Troschel, 1848)[8]
- Pomacea haustrum (Reeve, 1856)[20]
- Pomacea interrupta (Sowerby, 1909)[8][16][27]
- Pomacea lineata (Spix, 1827)[8][16][27]
- Pomacea minuscula Baker 1930[8][16][27]
- Pomacea nobilis (Reeve, 1856)[8][16][27]
- Pomacea oblonga (Swainson, 1823)[16][27]
- Pomacea papyracea (Spix, 1827)[8][16][27]
- Pomacea patula (Reeve, 1856)[16][27]
- Pomacea semitecta (Mousson, 1873)[16][27]
- Pomacea superba (Marshall, 1928)[16]
- Pomacea swainsoni (Reeve, 1856)[8]
- Pomacea tamsiana  (Philippi, 1852)[29]
- Pomacea urceus (Müller, 1774)[8][21][22][16][27]
- Pomacea urceus guyanensis (Lamarck, 1810)[31]
- Pomacea urceus olivacea (Spix, 1827)[20]
- Pomacea vexillun (Reeve, 1856)[8][16][27]

Ancylidae
- Gundlachia saulcyana (Bourguignat, 1853)[32][27][16]
- Hebetancylus moricandi (D’Orbigny, 1837)[32][27][16]

Hydrobiidae

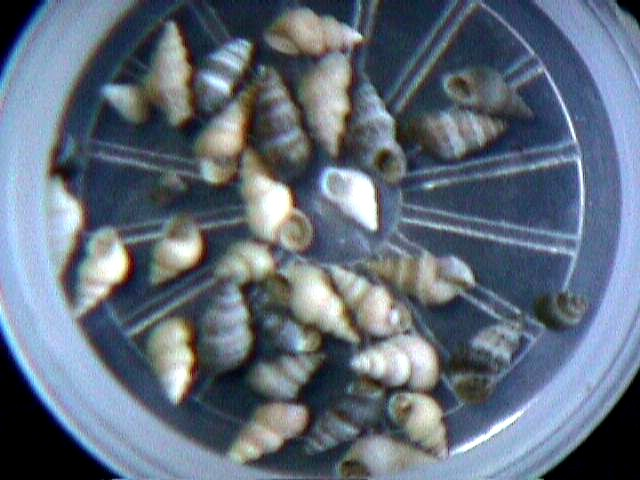
Over 30 individuals of Pyrgophorus coronatus

- Pyrgophorus coronatus (Pfeiffer, 1840)[8][33]
- Pyrgophorus ernesti (Martens, 1873)[8]
- Pyrgophorus globulus (Baker, 1930)[8]
- Pyrgophorus parvulus (Guilding, 1828)[8]
- Pyrgophorus putialis (Baker, 1930)[8]
- Pyrgophorus platyrachis Thompson, 1968[34]

Lymnaeidae
- Lymnaea columella (Say, 1817)[13][16]
- Lymnaea cousini Jousseaume, 1887[35]
- Lymnaea cubensis (Pfeiffer, 1839)[8][13][16]
- Lymnaea viatrix (D’Orbigny, 1835)[27][16]

Neritidae

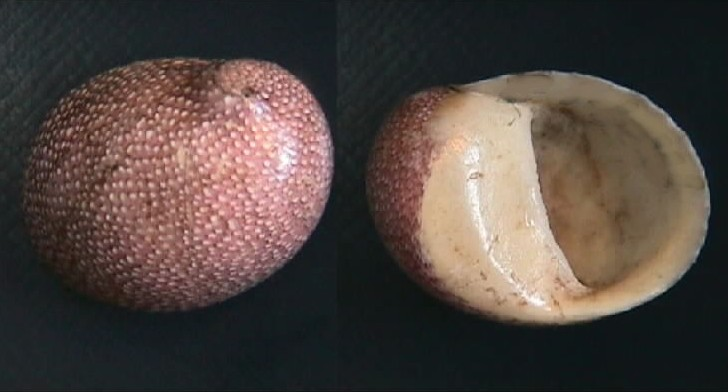
Two shells of Neritina puncticulata

- Neritina meleagris (Lamarck, 1822)[4][33][36][20][37][38]
- Neritina piratica Russell, 1943[20][37][38]
- Neritina puncticulata (Lamarck, 1816)[20]
- Neritina reclivata (Say, 1822)[3][33][36][20][37][16][38]
- Neritina virginea (Linnaeus 1758)[36][20][16][38]

Pachychilidae
- Doryssa atra (Bruguièri, 1792)[8][39][16][27][40]

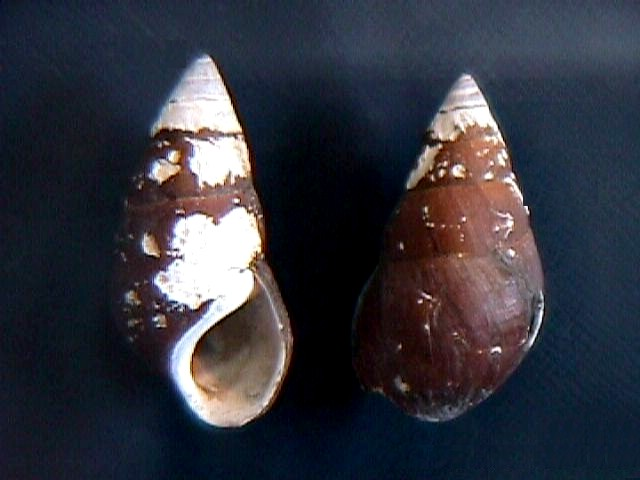
Two shells of Pachychilus laevisimus

- Doryssa consolidata (Bruguièri, 1789)[8][39][41]
- Doryssa grunei (Jonas, 1844)[8]
- Doryssa lamarckiana (Brot, 1870)[8][39][42]
- Doryssa hohenackeri (Philippi, 1851)[16][43]
- Doryssa kappleri (Vernhout, 1914)[44][16][27][45][46][47]
- Doryssa transversa (Lea, 1850)[20][39]
- Pachychilus laevisimus (Sowerby, 1824)[8][17][16]

Physidae
- Aplexa rivalis (Manton & Rackett, 1807)[8][13]

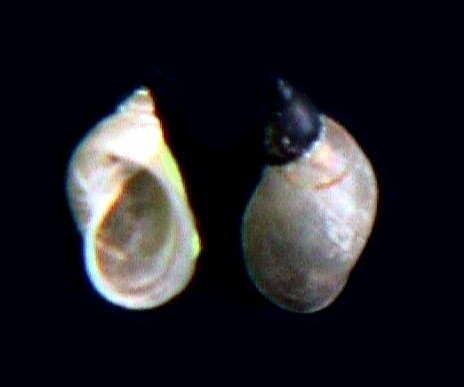
Two shells of Aplexa rivalis

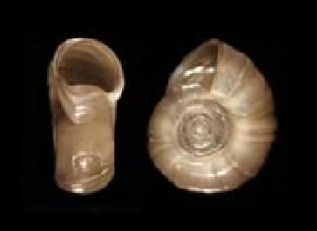
Two views of a shell of Planorbella duryi

- Stenophysa acuminata (Gray & Sowerby, 1873)[8]

Planorbidae
- Biomphalaria glabrata (Say, 1818)[8][11][13][27][16]
- Biomphalaria havanensis (Dunker, 1850)[20]
- Biomphalaria kuhniama (Clessin, 1883)[8][16]
- Biomphalaria pergrina (D’Orbigny, 1835)[27][16]
- Bionphalaria pronum (Von Martens 1873)[8]
- Biomphalaria straminea (Dunker, 1848)[8][27][16]
- Biomphalaria tenagofila (D’Orbigny, 1835)[27][16]
- Drepanotrema anatium (D’Orbigny, 1835)[8][27][16]
- Drepanotrema cimex (Moricand, 1839)[8][27][16]
- Drepanotrema depressissmum (Moricand, 1839)[27][16]
- Drepanotrema kermatoides (D’Orbigny, 1835)[20]
- Drepanotrema lucidum (Pfeiffer, 1839)[8][27][16]
- Drepanotrema surinamensis (Dunker & Clessin, 1884)[20]

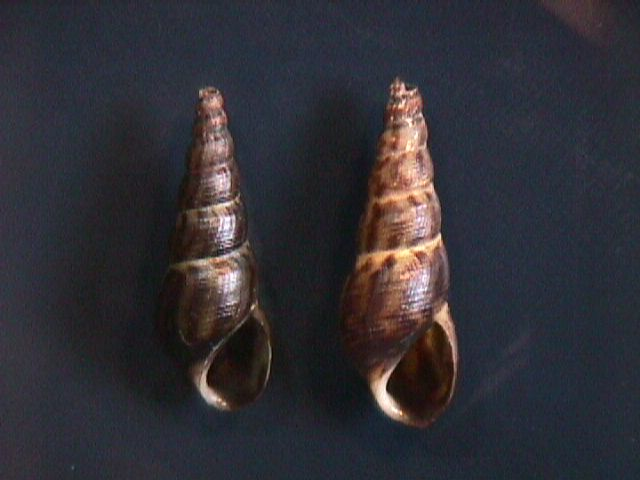
Two shells of Melanoides tuberculata

- Planorbella duryi (Wetherby 1879)[20] (Especie introducida)[18]
- Planorbis circumlineatus Shuttleworth, 1854[10]

Thiaridae
- Aylacostoma lineolata (Gray, 1828)[8][16][27][20]
- Aylacostoma stringillata (Dumker, 1843)[8][16][27][20]
- Aylacostoma venezuelensis (Dumker & Reeve, 1859)[8][16][27][20]
- Melanoides tuberculata (Müller, 1774)[48][49][50][16][20] (Especie introducida)[18]
- Thiara granifera (Lamarck, 1822)[51][49][50][16][20] (Especie introducida)[18]

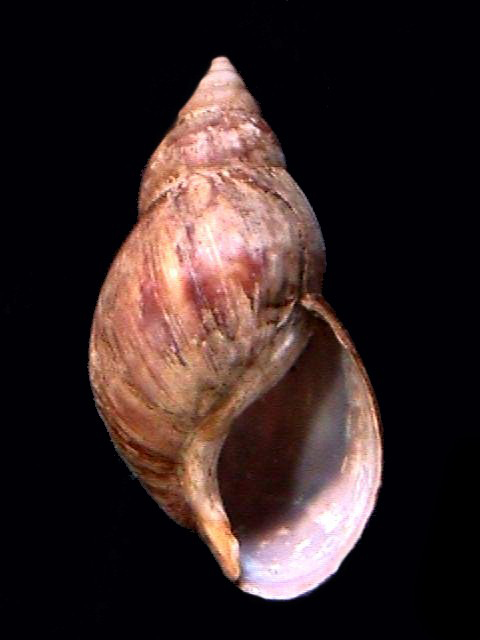
A shell of Lissachatina fulica

### Gastropodos terrestres
Achatinidae
- Lissachatina fulica (Bowdich, 1822)[24][25] (Especie introducida)[18]

Arionidae

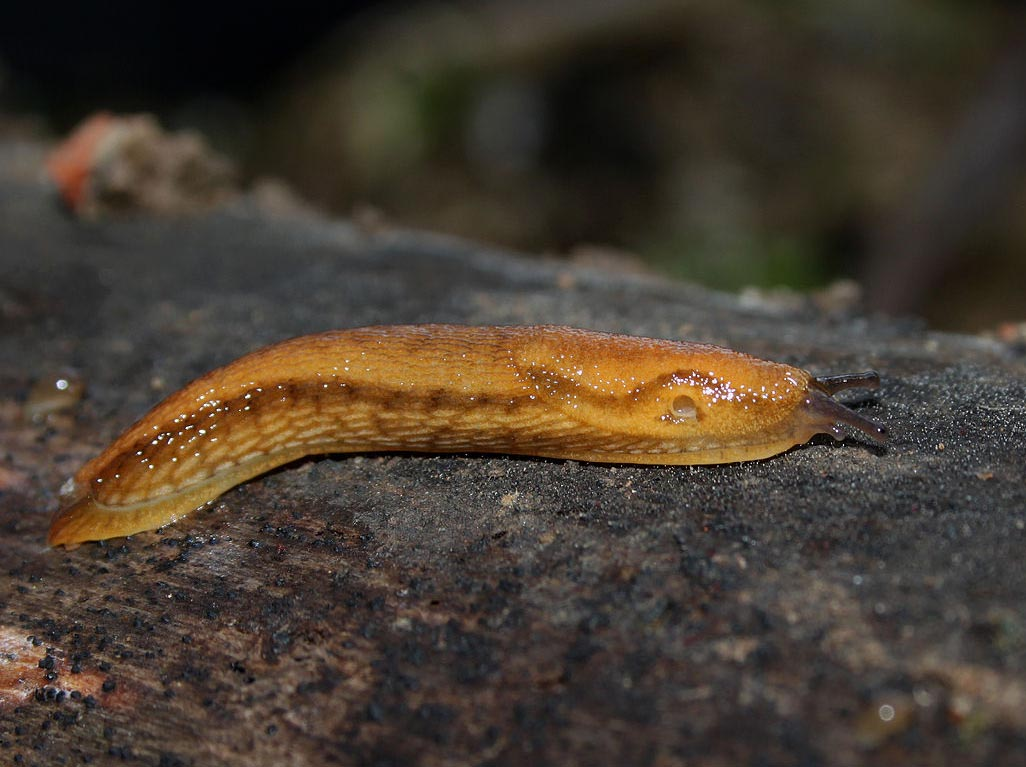
An active individual of Arion subfuscus

- Arion subfuscus (Draparnaud, 1805)[52][14] (Especie introducida)[18]

Bradybaenidae

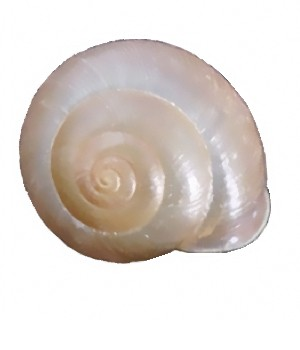
A shell of Bradybaena similaris

- Bradybaena similaris (Fèrussac, 1821) (Especie introducida)[18]

Clausiliidae
- Bequaertinenia bequaerti (Arias, 1953)[12]
- Columbina cyclostoma (Pfeiffer, 1849)[7][53]
- Gonionenia dohrni (Pfeiffer, 1860)[7][53]
- Nenia geayi (Jousseaume, 1849)[7][53]

Euconulidae
- Guppya gundlachi (Pfeiffer)[10]
- Habroconus cassiquiensis (Pfeiffer, 1853)[17]
- Habroconus ernsti (Jousseaume)[10]

Ferussaciidae
- Cecilioides acicula (Müller 1774) (Especie introducida)[18]
- Cecilioides aperta (Swainson, 1840) (Especie introducida)[18]
- Cecilioides consobrina (d’Orbigny, 1842)[10]

Helicidae

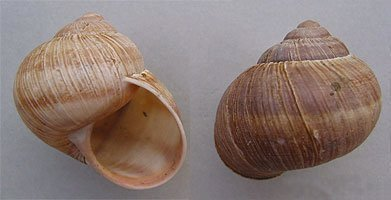
Two shells of Helix pomatia

- Helix aspersa (Müller, 1774) (Especie introducida)[18]
- Helix pomatia Linnaeus, 1758 (Especie introducida)[18]
- Theba pisana (Müller, 1774) (Especie introducida)[18]

Helicinidae
- Helicina microdina (Morelet, 1854)
  - Helicina microdina huberi Breure, 1976[54]

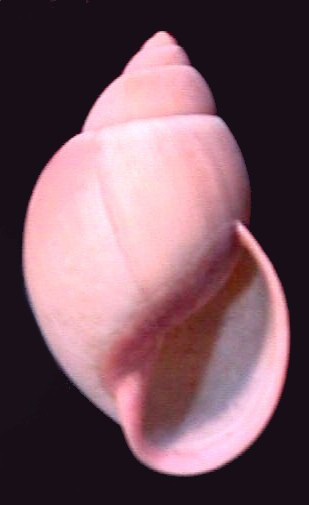
a shell of Megalobulimus oblongus

- Helicina tamsiana (Pfeiffer, 1850)
  - Helicina tamsiana appuni (Von Marten, 1873)[17]

Limacidae
- Agriolimax laevis (Müller, 1774)[13][14] (Especie introducida)[18]
- Agriolimax reticulatus (Müller, 1774)[14] (Especie introducida)[18]
- Lehmannia valenciana (Férussac, 1822)[14] (Especie introducida)[18]
- Milax gagatex (Draparnaud)[14] (Especie introducida)[18]

Strophocheilidae
- Megalobulimus oblongus (Müller, 1774)[6][11][12][17]

Neocyclotidae

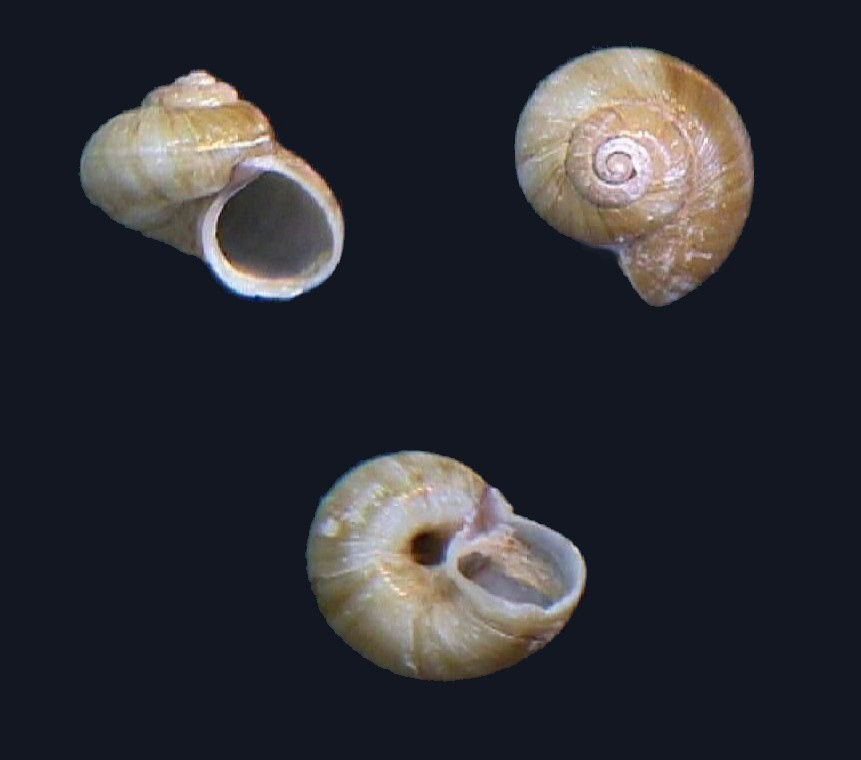
Three views of a shell of Poteria translucida

- Incidostoma nanun (Bartsch & Morrrison, 1942)[17]
- Poteria fasciatum (Kobelt & Schwanheim, 1912)
- Poteria translucida (Sowerby, 1843)[11][12]

Orthalicidae
- Auris sinuata (Albers, 1854)[17]
- Bulimulus dysoni Pfeiffer[10]
- Bulimulus cacticolus Reeve[10]
- Bulimulus constrictus Pfeiffer[10]

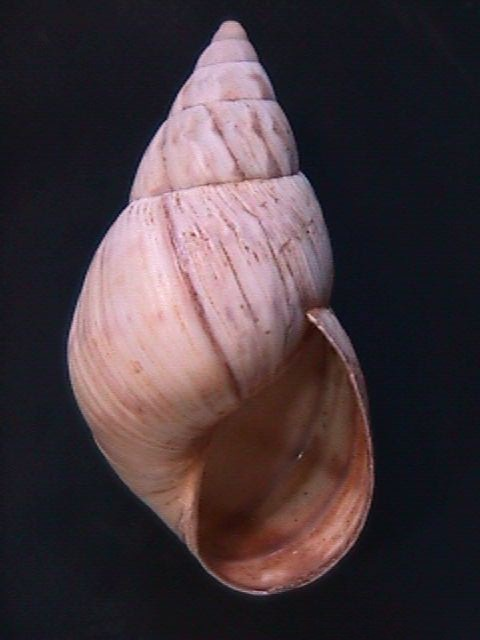
A shell of Oxistila maracaibensis

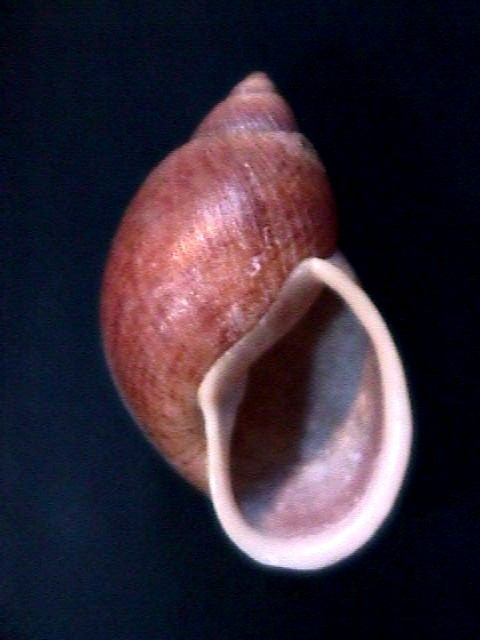
A shell of Plekocheilus marmoratus

- Bulimulus krebsianus Pilsbry, 1897[6]
- Drymaeus extraneus (Haas, 1955) - sinónimo: Drymaeus griffini Haas, 1955[55]
- Drymaeus grandensis (Pfeiffer, 1847)[6]
- Drymaeus imperfectus (Guppy, 1866)[12]
- Drymaeus meridanus (Pfeiffer)[10]
- Drymaeus multilineatus (Say, 1825)[10]
- Drymaeus rex Breure, 2009[55]
- Drymaeus ruthveni Baker, 1926[6]
- Drymaeus trigonostomus (Jonas, 1844)[6]
- Drymaeus trigonostomus knorri (Pfeiffer, 1846)[6]
- Drymaeus virgulatus (Férussac)[10]
- Eudolichotis aurissciuri (Guppy, 1866)[6]
- Eudolichotis distorta (Bruguière)[6][10][11]
- Eudolichotis euryomphala (Jonas, 1844)[11]
- Oxystyla abducta (Shuttleworth, 1856)[6]
- Oxystyla maracaibensis (Pfeiffer, 1899)[10]
- Plekocheilus blainvilleanus (Pfeiffer, 1848)[17]
- Plekocheilus breweri Breure & Schlögl, 2010[56]
- Plekocheilus coloratus' (Nyst, 1845)[12]
- Plekocheilus gibber (Oberwimmer, 1931)[55]
- Plekocheilus huberi Breure, 2009[55]
- Plekocheilus marmoratus (Dunker, 1844)[11][17]
- Plekocheilus nebulosus Breure, 2009[55]
- Plekocheilus pardalis (Férrusac, 1821)[6][12]
- Plekocheilus sophiae Breure, 2009[55]
- Plekocheilus tatei Haas, 1955[55]
- Plekocheilus tepuiensis Breure, 2009[55]
- Plekocheilus veranyi  (Pfeiffer, 1847)[57]
- Plekocheilus vlceki Breure & Schlögl, 2010[56][17]
- Simpulopsis magnus Thompson, 1957[17]
- Tomigerus cumingi Pfeiffer[6][10]

Pleurodontidae

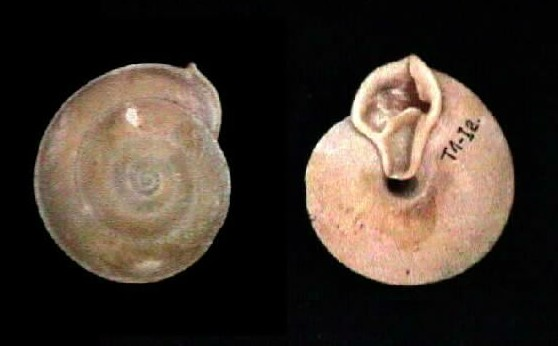
Two shells of Labyrinthus leucodon

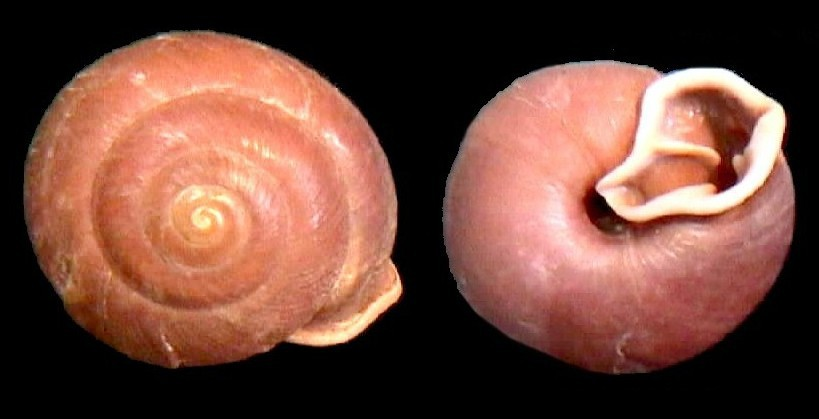
Two shells of Labyrinthus plicatus

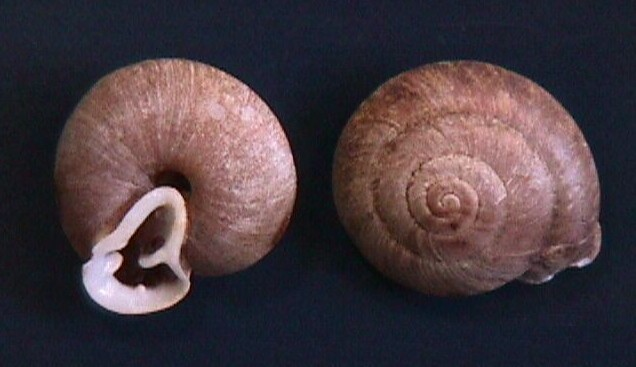
Two shells of Labyrinthus umbrus

- Labyrinthus leucodon (Pfeiffer, 1847)[6]
- Labyrinthus plicatus (Born, 1780)[6][17]
- Labyrinthus tamsiana (Dunker, 1847))[6]
- Labyrinthus umbrus (Thompson, 1957)[17]
- Solaropsis venezuelensis Preston, 1909[6]

Pupillidae

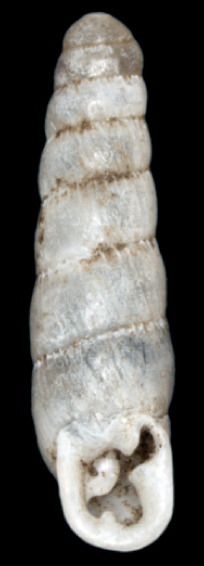
A shell of Gulella bicolor

- Pupoides marginatus nitidulus (Pfeiffer, 1839)[10]
- Bothriopupa tenuidens (Adams)[10]

Sagdidae
- Xenodiscula venezuelensis Pilsbry, 1919[6][17]

Scolodontidae
- Systrophia starkii (H. B. Baker)[10][17]

Systrophiidae
- Drepanostomella pinchoti Pilsbry, 1930[17]

Spiraxidae
- Pseudosubulina decussata Baker, 1926[6]
- Pseudosubulina chaperi (Jousseaume 1889)[6]
- Spiraxis blandi (Crosse,1874)[26]

Streptaxidae
- Gulella bicolor (Hutton, 1834) (Especie introducida)[18]
- Streptaxis glaber Pfeiffer[10]

Subulinidae
- Allopeas gracile (Hutton, 1834)[7][10][26]

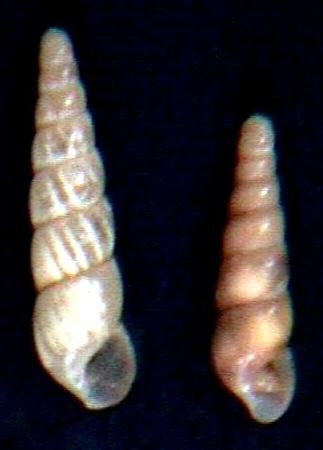
An empty shell and a whole but retracted individual of Subulina octona

- Allopeas micra (d’Orbigny, 1835)[10][26] (Especie introducida)[18]
- Beckianum beckianum (L. Pfeiffer, 1846)[7][10][26]
- Dysopeas subopacum (Baker, 1927)[7]
- Dysopeas translucidum (Baker, 1927)[7]
- Lamellaxis martensiana (Baker, 1927)[7]
- Lamellaxis mauritianus (Pfeiffer, 1952) (Especie introducida)[18]
- Lamellaxis pachyspira Pilsbry 1905[7][17]
- Leptinaria unilamellata (D’Orbigny, 1837)[7][26][58][10][12][13]
- Leptopeas venezuelensis (Pfeiffer, 1856)[7]
- Obeliscus octogyrus (Pfeiffer, 1850)[7]
- Obeliscus rectus Baker, 1927[7] (Especie introducida)[18]
- Opeas pellucidum (Pfeiffer, 1847)[7]
- Opeas pumilum (Pfeiffer, 1847)[7][26] (Especie introducida)[18]
- Subulina octona (Bruguière, 1798)[7][10][26][13] (Especie introducida)[18]
- Subulina striatella (Rang, 1831)[10][26] (Especie introducida)[18]

Succineidae
- Omalonyx felina Guppy 1878[6]
- Omalonyx pattersonae Tillier, 1891[59]
- Succinea tamsiana Pfeiffer[10][13]

Thysanophoridae
- Thysanophora canalis (Pilsbry, 1910)[6]
- Thysanophora plagiptycha (Shuttleworth, 1854)[6][10]
- Thysanophora satanaensis (Pfeiffer, 1854)[6]

Urocoptidae
- Brachypodella hanleyana (Pfeiffer, 1847)[7][10]
- Brachypodella leucopleura (Menke, 1847)[7][10]
- Brachypodella nidicostata Spence, 1920[7]

Veronicellidae

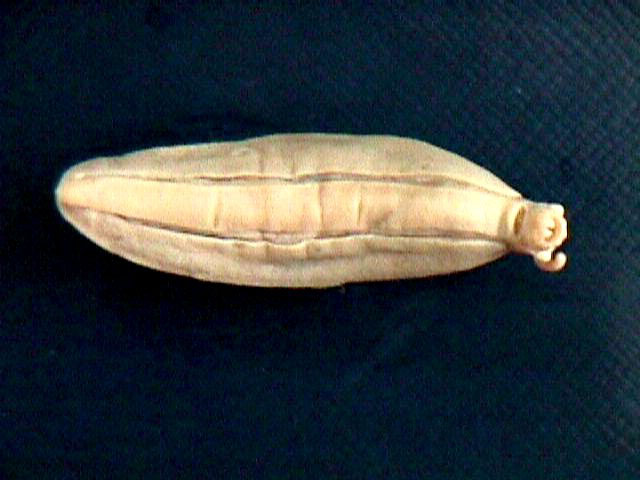
A preserved specimen of Diplosolenodes occidentalis

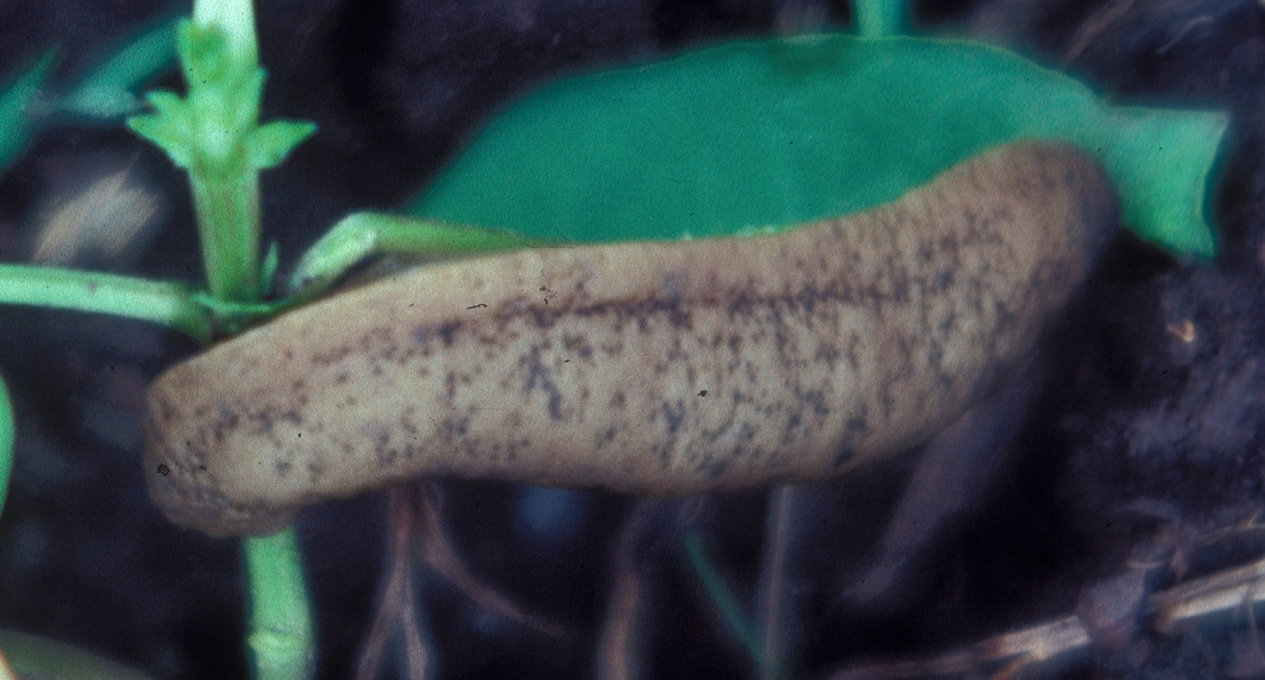
A live individual of Sarasinula plebeia

- Diplosolenodes occidentalis (Guilding, 1825)[13][60]
- Diplosolenodes bielenbergii (Semper, 1885)[7][14][60]
- Forcatulus coerulescens (Semper, 1885)[14][60]
- Latipes pterocaulis (Simroth, 1914)[7][14][60]
- Microveronicella diminuta (Simroth, 1914)[14]
- Sarasinula linguaeformis (Semper, 1885)[10][60]
- Sarasinula plebeia (Fischer, 1868)[14]

Vertiginidae
- Gastrocopta barbadensis (Pfeiffer, 1853)[10]
- Gastrocopta iheringi (Suter)[10]
- Gastrocopta geminidens (Pilsbry)[10]

Xanthonychidae
- Averellia coactiliata (Férrussac, 1838)[6]

### Bivalvos de aguadulce
Corbiculidae

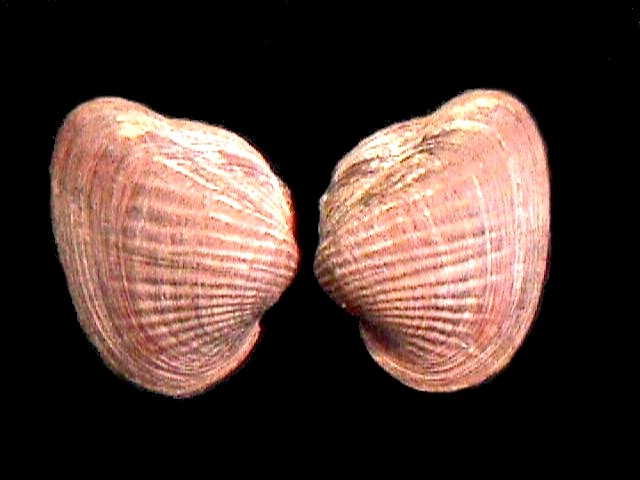
A whole shell of Castalia schombergiana

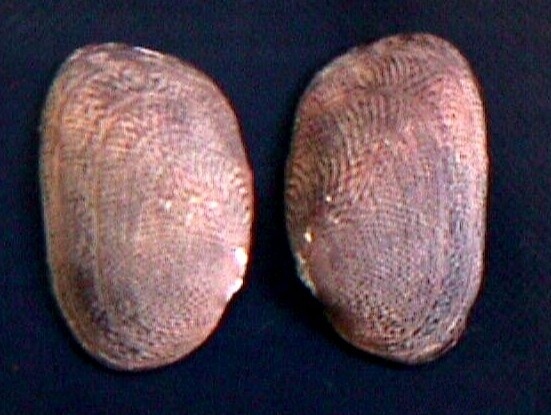
A whole shell of Diplodon granosus

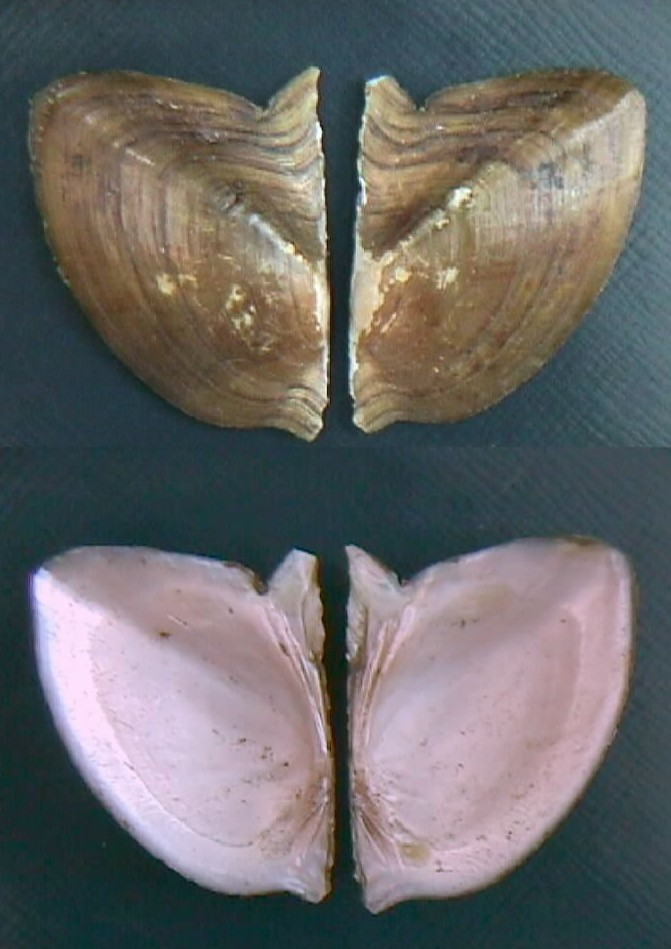
Two whole shells of Paxydon syrmatophorus

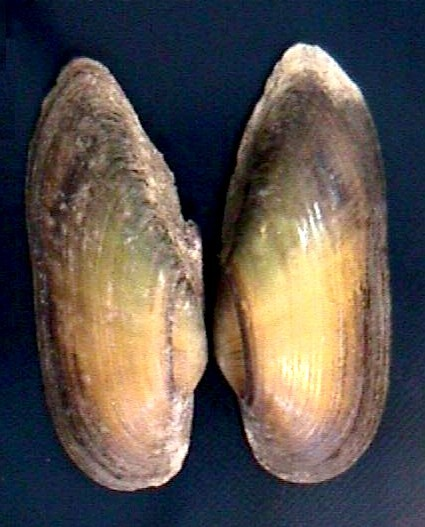
A whole shell of Tamsiella tamsiana

- Corbicula fluminalis (Múller, 1774)[61][16] (Especie introducida)[18]

Corbulidae
- Cyanocyclas cuneata Say, 1822[16]

Hyriidae
- Castalia ambigua Lamarck, 1819[15][62][16][63][64]
- Castalia orinocensis Morrison, 1943[15][16][65]
- Castalia schombergiana Sowerby, 1869[15][16][66]
- Castalia stevensi (Baker, 1930)[63][67]
- Dilodon granosus Bruguiere, 1782[44][15][16][63][68]
- Dilodon losadae Haas, 1819[15][16][69]
- Dilodon flucki Morrison 1943[16][63][70]
- Paxyodon syrmatophorus Meuschen, 1781[15][63][71]
- Prisodon obliquus (Schumacher, 1871)[16][72]
- Triplodon stevensii Lea, 1871[63][73]

Mycetopodidae
- Anodontites crispatus Bruguiere, 1792[16]
- Anodontites elongatus (Swainson, 1823)[16]
- Anodontites ensiformes (Spix, 1827)[15][16]
- Anodontites guanarensis Marshall, 1928[15][16]
- Anodontites infosus Baker, 1930[16]
- Anodontites pittieri Marshall, 1922[15][16]
- Anodontites schombergianus Sowerby, 1870[15][16]
- Anodontite sirisans Marshall, 1926[16]
- Anodontite tenebricosus D’Orbigny, 1835[16]
- Anodontite tortilis  (Lea, 1852)[16]
- Anodontite trapezeus (Spix, 1827)[16]
- Anodontites trapesialis Lamarck, 1819[15][16][74]
- Anodontites trigona (Spix, 1827)[15][16]
- Mycetopoda pittieri Marshall, 1919[15][16][75]
- Mycetopoda soleniformes D’Orbigny, 1835[16]
- Tamsiella tamsiana Dunker, 1895[15][16][76]

Pisidiidae
- Eupera bahiensis (Spix, 1827)[16]
- Eupera modioliforme Anton, 1837[16]
- Eupera simoni Jousseaume, 1889[16]